# Esh
Esh (mayúscula: Ʃ, minúscula: ʃ; Unicode  U+01A9, U+0283) es una letra usada como extensión del alfabeto latino. Su forma minúscula es similar a la s larga ſ (ſ) en cursiva o a la integral ∫; en 1928 el alfabeto internacional africano incorporó la letra sigma del alfabeto griego como mayúscula de Ʃ, aunque más recientemente el alfabeto africano de referencia lo ha abolido, usando solamente la minúscula esh. La forma minúscula la introdujo Isaac Pitman en su alfabeto fonotípico de 1847 para representar la fricativa postalveolar sorda (como en inglés sh). Actualmente, se sigue usando en el Alfabeto Fonético Internacional, así como en el de diversas lenguas de África.

## Unicode
La mayúscula forma parte del bloque Latín Extendido B de Unicode, en el punto de código U+01A9, mientras que la esh minúscula se sitúa en el bloque de extensiones AFI, en el punto U+0283.
| Carácter      | Ʃ                        | Ʃ                        | ʃ                      | ʃ                      |
| ------------- | ------------------------ | ------------------------ | ---------------------- | ---------------------- |
| Unicode       | LATIN CAPITAL LETTER ESH | LATIN CAPITAL LETTER ESH | LATIN SMALL LETTER ESH | LATIN SMALL LETTER ESH |
| Codificación  | decimal                  | hex                      | decimal                | hex                    |
| Unicode       | 425                      | U+01A9                   | 643                    | U+0283                 |
| UTF-8         | 198 169                  | C6 A9                    | 202 131                | CA 83                  |
| Ref. numérica | &#425;                   | &#x1A9;                  | &#643;                 | &#x283;                |